# 461
461（四百六十一、よんひゃくろくじゅういち）は自然数、また整数において、460の次で462の前の数である。

## 性質
- 461は89番目の素数であり、1つ前は457、次は463。
  - 約数の和は462。
- 461と463は24番目の双子素数である。1つ前は(431, 433)、次は(521, 523)。
- 24番目のスーパー素数である。1つ前は431、次は509。
- 461 = 461 + 0 × ω (ωは1の虚立方根)
  - a + 0 × ω (a > 0) で表される46番目のアイゼンシュタイン素数である。1つ前は449、次は467。
- 461 = 212 - 21 + 41 = 202 + 20 + 41
  - 21番目のオイラー素数である。1つ前は421、次は503。
- 46…61 の形の最小の素数である。次は46666661。ただし挟まれた数は無くてもいいとすると最小は41。(オンライン整数列大辞典の数列 A177491)
- 末尾の2桁が61の2番目の素数である。1つ前は61、次は661。(オンライン整数列大辞典の数列 A167445)
- 4m − 1 型の素数と 4m + 1 型の素数の個数が同じになる5番目の数である。1つ前は41、次は26833。(オンライン整数列大辞典の数列 A007351)
- 1/461 は循環節の長さ460の循環小数になる。
  - 逆数が循環小数になる数で循環節が460になる最小の数である。次は922。
  - 循環節が n −1 である巡回数を作る32番目の素数である。1つ前は433、次は487。
  - 循環節が n になる最小の数である。1つ前の459は919、次の461は792892858054693213。(オンライン整数列大辞典の数列 A003060)
- 各位の和が11になる43番目の数である。1つ前は452、次は470。
  - 各位の和が11になる数で素数になる13番目の数である。1つ前は443、次は641。(オンライン整数列大辞典の数列 A106754)
- 461 = 102 + 192
  - 異なる2つの平方数の和で表せる139番目の数である。1つ前は458、次は464。(オンライン整数列大辞典の数列 A004431)
- 3つの平方数の和7通りで表せる3番目の数である。1つ前は369、次は494。(オンライン整数列大辞典の数列 A025327)
- 異なる3つの平方数の和7通りで表せる2番目の数である。1つ前は341、次は494。(オンライン整数列大辞典の数列 A025345)
- 461 = 33 + 33 + 43 + 73
  - 4つの正の数の立方数の和で表せる112番目の数である。1つ前は460、次は467。(オンライン整数列大辞典の数列 A003327)
- 461 = 212 + 21 − 1 = 222 − 22 − 1
  - n = 21 のときの n2 + n − 1 の値とみたとき1つ前は419、次は505。(オンライン整数列大辞典の数列 A028387)
    - この形の15番目の素数である。1つ前は419、次は599。(オンライン整数列大辞典の数列 A002327)

## その他 461 に関連すること
- 461個の弁当は、親父と息子の男の約束。は、TOKYO No.1 SOUL SETのメンバーである渡辺俊美によるエッセイ。
- 461 オーシャン・ブールヴァード